# Büchnersches Hinterhaus

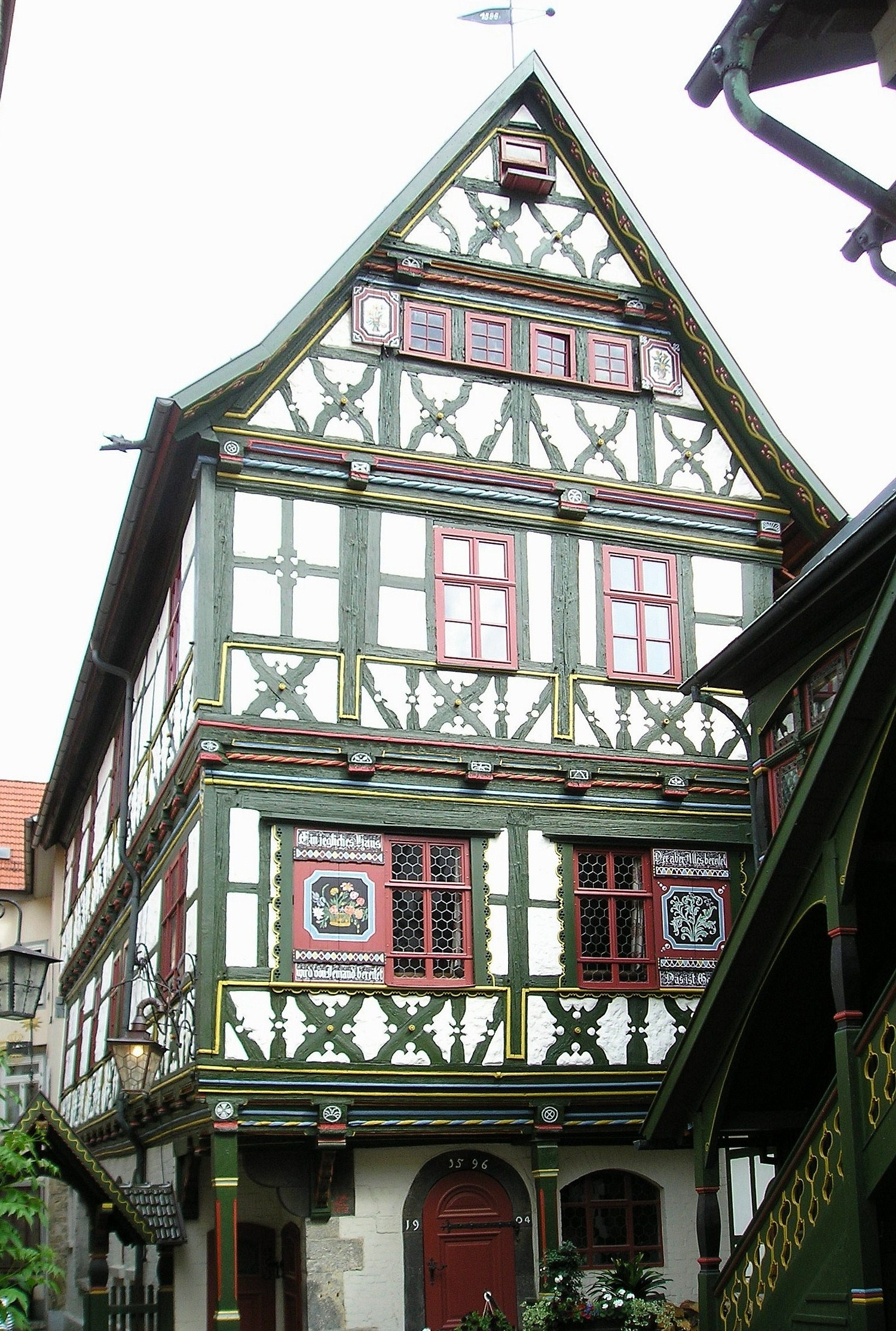
Büchnersches Hinterhaus

Das Büchnersche Hinterhaus in der südthüringischen Kreisstadt Meiningen ist ein unter Denkmalschutz stehendes Fachwerkhaus im Henneberg-Fränkischen Stil. Es gilt als das älteste genau datierte Fachwerkhaus in der ehemaligen Haupt- und Residenzstadt von Sachsen-Meiningen.

## Geschichte
Das Büchnersche Hinterhaus wurde 1596 während einer wirtschaftlichen Blütezeit der Stadt erbaut, in der zahlreiche prachtvolle Bürgerhäuser entstanden. Mit der kunstvollen und reich verzierten Fassade brachte somit auch der Bauherr des Büchnerschen Hinterhauses, Bäckermeister Hans Müller seinen Wohlstand zum Ausdruck. 1678 umgebaut, erwarb 1766 Bäckermeister Grumbach das Gebäude, welches kurz danach durch Heirat in den Besitz der Familie Büchner gelangte.
Beim großen verheerenden Stadtbrand vom 5. September 1874 entging das Büchnersche Hinterhaus nur knapp der Vernichtung. Die Feuerwehr konnte den Großbrand, der sich vom Markt kommend entlang der Georgstraße ausbreitete, auf der Höhe des Büchnerschen Hauses stoppen. Während das rechte Nachbarhaus noch den Flammen zum Opfer fiel, konnte das Büchnersche Hinterhaus und die nachfolgenden Gebäude gerettet werden.
Anfang des 20. Jahrhunderts befand sich das Gebäude in einem so schlechten Bauzustand, dass ein Abriss erwogen wurde. Auf Anregung von Herzog Georg II. und unter der Leitung von Oberbaurat Eduard Fritze wurde das Haus 1904 von Grund auf saniert. 1974 erneuerte man im Rahmen einer kompletten Außensanierung des Fachwerks den farblichen Anstrich nach historischem Befund. 1992 fanden umfangreiche Sanierungsarbeiten im Haus statt und der Hof erhielt eine denkmalgerechte Gestaltung. Die Dacheindeckung wurde 1996 erneuert und die letzte Fassadensanierung führte der Malerfachbetrieb Wagner 2001 durch.
Im Rahmen einer Musiksendung zeichnete hier der MDR Anfang der 1990er Jahre im Hof eine Gesangseinlage mit Gunther Emmerlich und im altdeutschen Zimmer dessen Unterhaltung mit einem der Hausherren, Alfred Büchner (1896–1997) auf. Büchner erhielt 1996 wegen der Bewahrung des denkmalgeschützten Hauses sowie seiner Verdienste bei der Vermittlung der Meininger Geschichte die Ehrenbürgerschaft der Stadt Meiningen. Das Haus wird zurzeit von der achten Generation der Familie Büchner/Grumbach bewohnt.

## Bauwerk
Das Gebäude befindet sich im Zentrum der Meininger Altstadt im Hinterhof der Hauptgeschäftsstraße Georgstraße Nr. 20, den man durch einen engen Gang und eine überdachte Pforte erreicht. Das Haus, das mit dem jüngeren Vorderhaus verbunden ist, besteht aus einem steinernen Erdgeschoss und zwei vorkragenden Fachwerk-Obergeschossen, um mehr Platz in den Räumen zu gewinnen. Das Schmuckfachwerk besteht überwiegend aus Andreaskreuzen. Darüber befindet sich das Dachgeschoss mit hohem Giebel und Wetterfahne. Hervorzuheben ist das historisch eingerichtete altdeutsche Zimmer, das von der Familie nur zu besonderen Anlässen genutzt wurde. Das Zimmer besitzt reich verzierte Wandtäfelungen, Fenster mit Butzenscheiben und Farbglasscheiben mit alten Meininger Motiven sowie einen Kachelofen von 1623. Zum Büchnerschen Hinterhaus gehört weiter ein ebenfalls saniertes Wirtschaftsgebäude mit hölzerner überdachter Außentreppe und ein historischer Laufbrunnen.

## Gästebuch
Auszug aus dem Gästebuch: Charlotte von Preußen, Bernhard III. (Sachsen-Meiningen), Max Grube, Adelheid von Sachsen-Meiningen, Prinz Georg von Griechenland, Stephanie von Belgien, Carola Abel, Otto von Habsburg und Regina von Sachsen-Meiningen, Gunther Emmerlich.

## Bilder

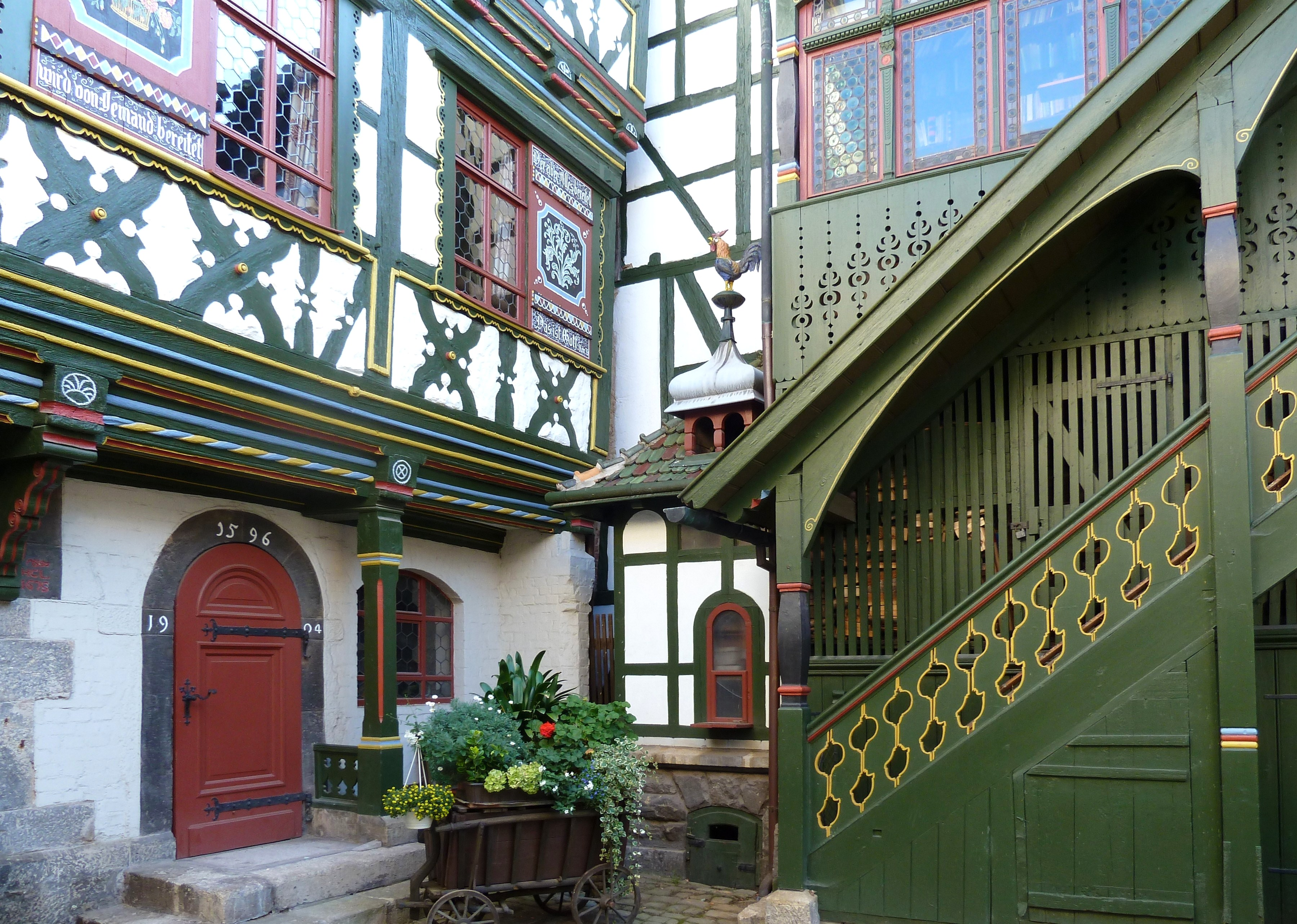
Prachtvolle und farbenfrohe Details
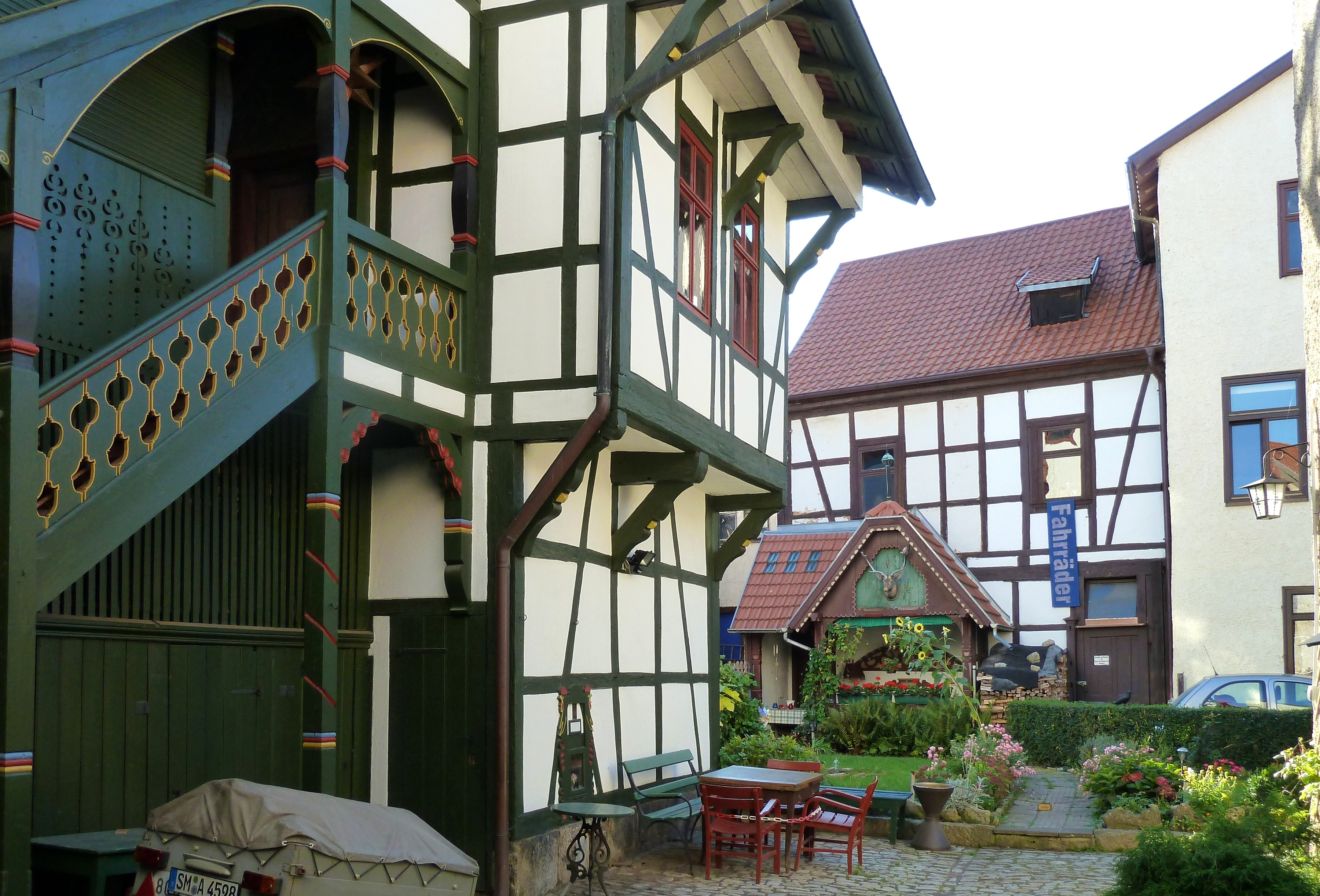
Hof mit Garten und Wirtschaftsgebäude
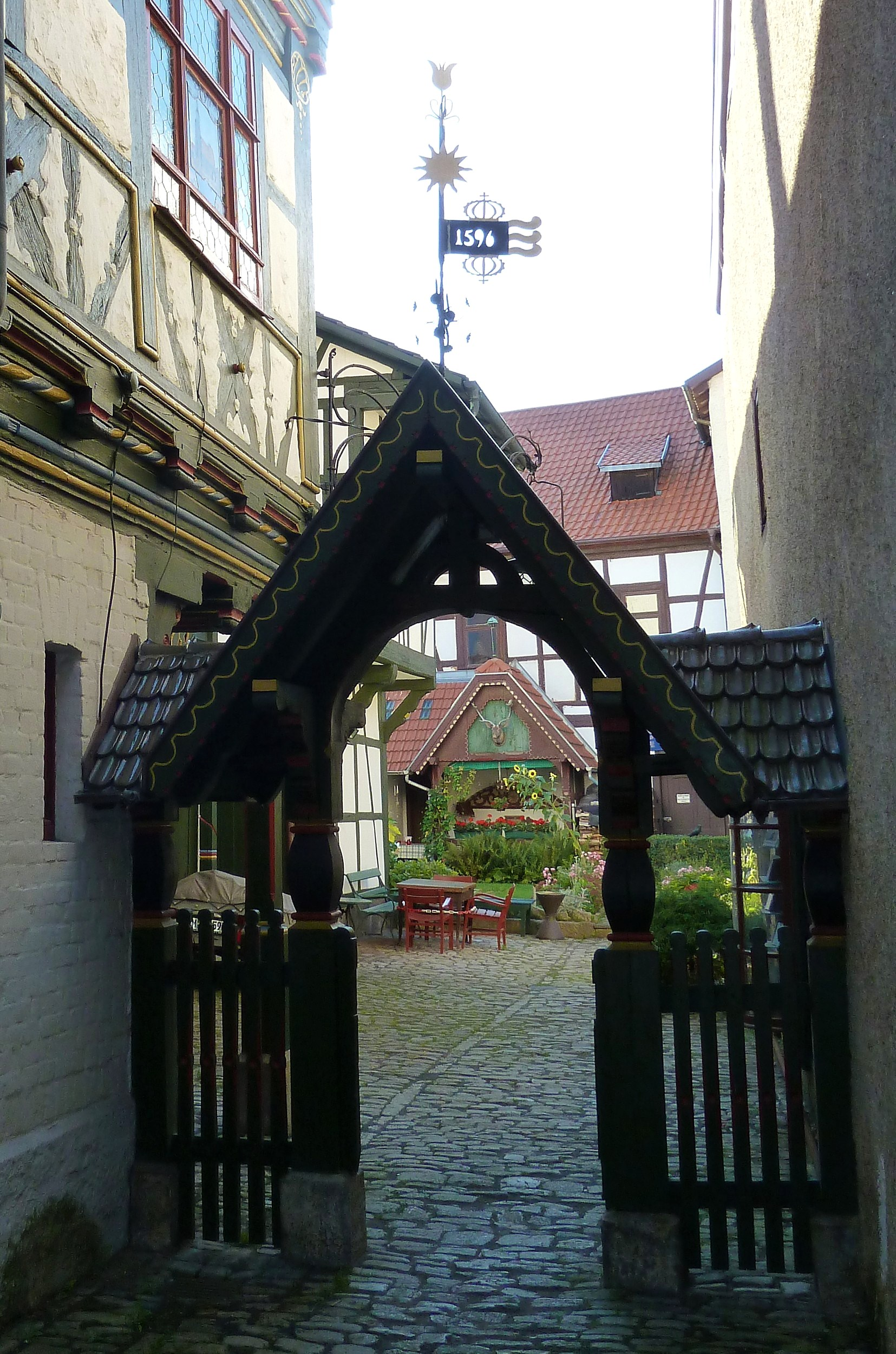
Eingangspforte aus Richtung Georgstraße
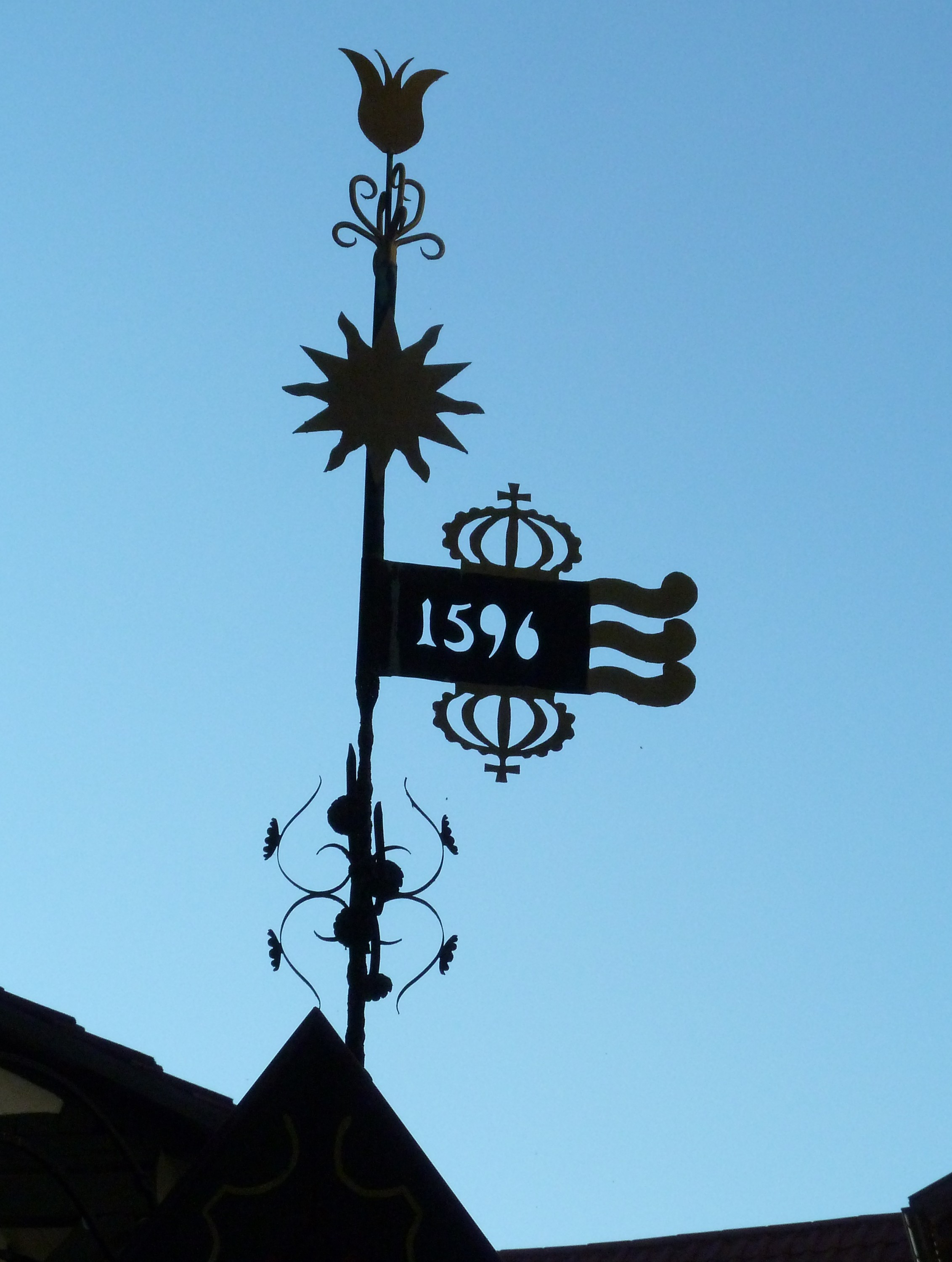
Wetterfahne auf dem Dach der Eingangspforte

## Weblink
Koordinaten: 50° 34′ 8,9″ N, 10° 24′ 54″ O